# ベイセントルイス (ミシシッピ州)
ベイセントルイス（英: Bay St. Louis）は、アメリカ合衆国ミシシッピ州の南岸、ハンコック郡の都市であり、同郡の郡庁所在地である。ガルフポート・ビロクシ大都市圏に属している。2010年国勢調査での人口は9,260 人だった。2005年8月のハリケーン・カトリーナの被害を受けて人口が減少したが、現在は回復しつつある。

## 地理
ベイセントルイス市は北緯30度18分53秒 西経89度20分39秒 / 北緯30.31472度 西経89.34417度 (30.314696, −89.344096)に位置している。セントルイス湾岸にあり、その先、南はミシシッピ・サウンドである。
アメリカ合衆国国勢調査局に拠れば、市域全面積は16.9平方マイル (44 km2)であり、このうち陸地6.1平方マイル (16 km2)、水域は10.7平方マイル (28 km2)で水域率は63.31%である。

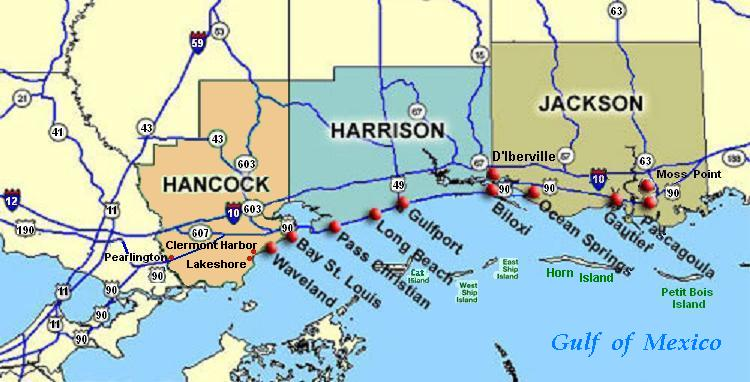
ミシシッピ州のメキシコ湾岸、ベイセントルイスは中央やや左（西）、パスクリスチャンとウェイブランドの間

## 気候
ベイセントルイスがある地域の気候は、暑く湿気た夏と、概して温和または冷涼な冬が特徴である。ケッペンの気候区分では温暖湿潤気候、略号は "Cfa" である。

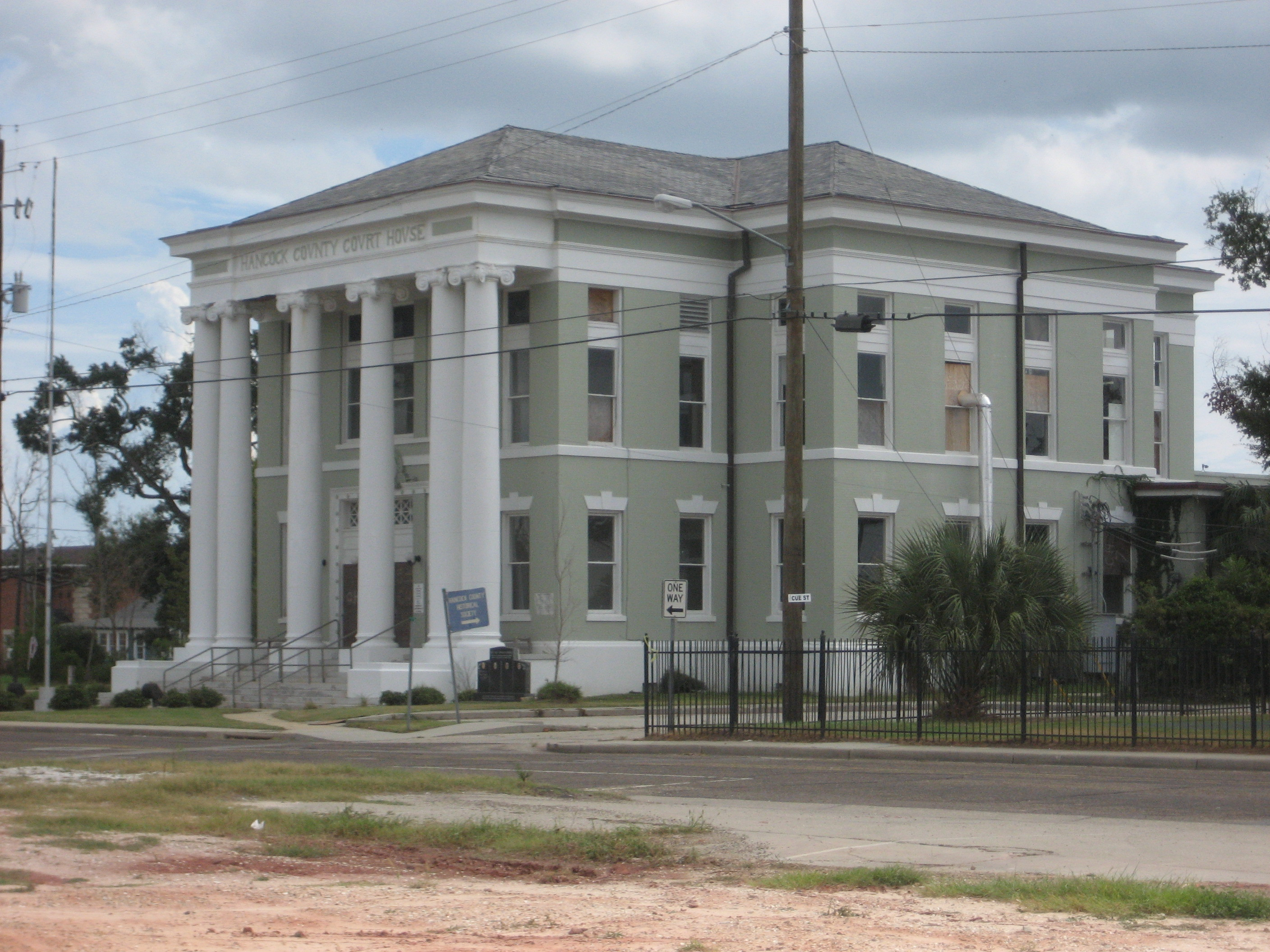
ベイセントルイスにあるハンコック郡庁舎

## 人口動態
以下は2000年国勢調査による人口統計データである。
| 基礎データ - 人口: 8,209 人 - 世帯数: 3,271 世帯 - 家族数: 2,064 家族 - 人口密度: 517.9人/km2（1,342.1 人/mi2） - 住居数: 3,817 軒 - 住居密度: 240.8軒/km2（624.1 軒/mi2） 人種別人口構成 - 白人: 80.23% - アフリカン・アメリカン: 16.59% - ネイティブ・アメリカン: 0.40% - アジア人: 1.11% - 太平洋諸島系: 0.05% - その他の人種: 0.19% - 混血: 1.43% - ヒスパニック・ラテン系: 1.68% 年齢別人口構成 - 18歳未満: 24.5% - 18-24歳: 7.6% - 25-44歳: 26.8% - 45-64歳: 24.5% - 65歳以上: 16.6% - 年齢の中央値: 39歳 - 性比（女性100人あたり男性の人口） - 総人口: 92.0 - 18歳以上: 88.0 | 世帯と家族（対世帯数） - 18歳未満の子供がいる: 29.6% - 結婚・同居している夫婦: 44.0% - 未婚・離婚・死別女性が世帯主: 14.7% - 非家族世帯: 36.9% - 単身世帯: 31.5% - 65歳以上の老人1人暮らし: 12.6% - 平均構成人数 - 世帯: 2.41人 - 家族: 3.05人 収入と家計 - 収入の中央値 - 世帯: 34,106米ドル - 家族: 41,957米ドル - 性別 - 男性: 32,261米ドル - 女性: 21,308米ドル - 人口1人あたり収入: 18,483米ドル - 貧困線以下 - 対人口: 13.2% - 対家族数: 10.0% - 18歳未満: 17.2% - 65歳以上: 11.5% |

## 教育
ベイセントルイス市の公共教育は、ベイセントルイス・ウェイブランド教育学区が管轄している。この学区内にはベイ高校がある。セントスタニスラウス・カレッジ予備校は7年生から12年生までの男子入寮型全日制学校である。アワーレディ・アカデミーは7年生から12年生までの女子全日制学校である。この2校はカトリック・カリキュラムと同じ教室を使っている。

## ハリケーン・カミーユ
1969年8月17日、ハリケーン・カミーユがルイジアナ州の先端に上陸し、その後にベイセントルイスを襲った。

## ハリケーン・カトリーナ

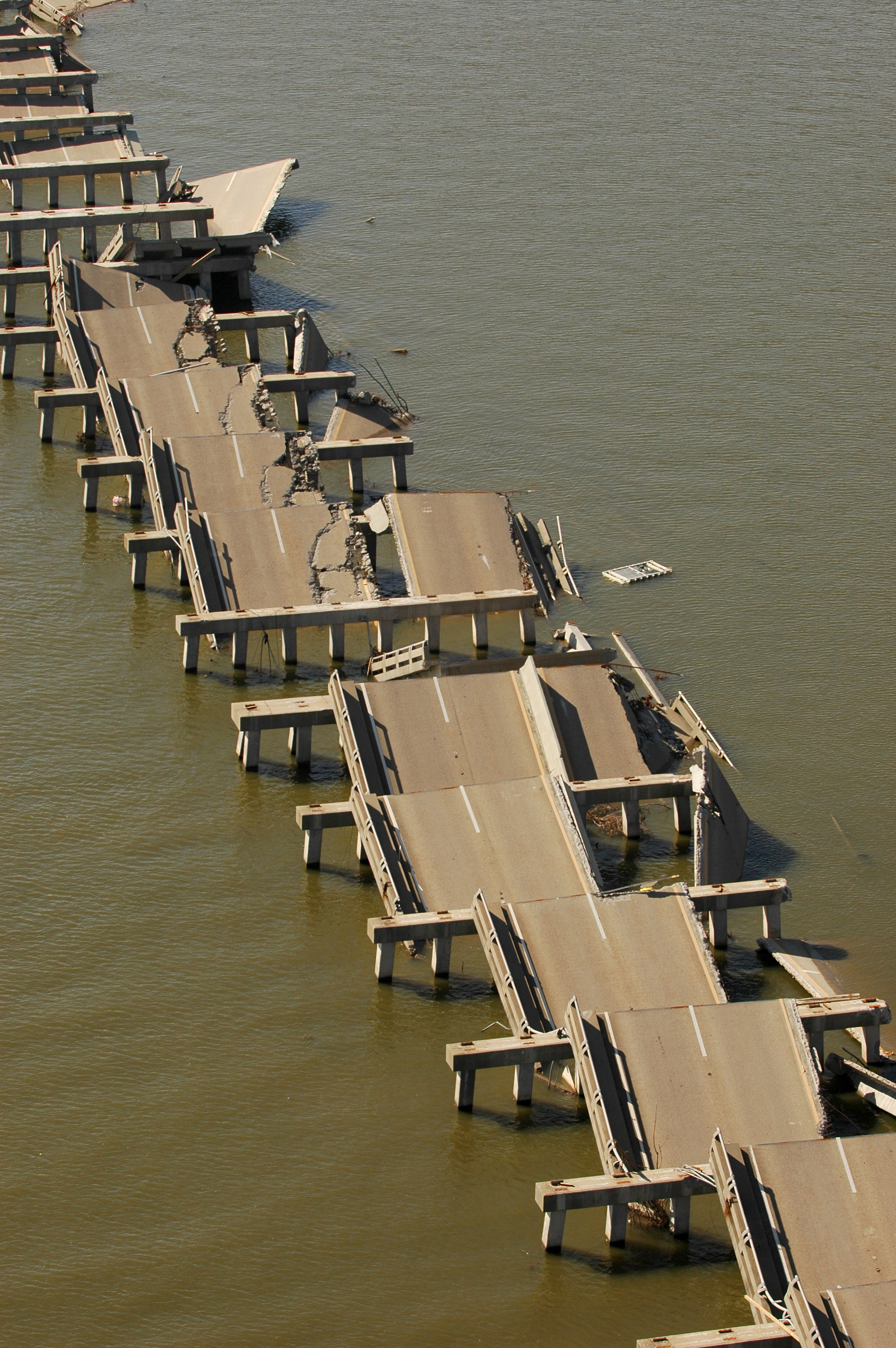
ハリケーン・カトリーナで落下したベイブリッジ（アメリカ国道90号線）

2005年8月29日午前10時（中部時間）、ハリケーン・カトリーナがベイセントルイス近く、パール川河口で上陸し、高潮は28フィート(8.5 m) になった。午前9時15分の満潮時に接近しており、それだけで2.3フィート (70 cm) 高かったので、高潮は30フィート (9.1 m) 以上になった。
アメリカ地質調査所の地形図では、市の西端にあるアメリカ国道90号線（オールド・スパニッシュ・トレイル）に沿った尾根を走る等高線は25フィート (7.6 m) である。ハリケーン・カトリーナの高潮による浸水がなかったのは主にこの地域である。
ハリケーン・カトリーナによってミシシッピ州の図書館40か所以上が損害を受けた。ベイセントルイス公共図書館は厳しい浸水被害を受けた。この図書館は2005年10月12日に再開された。
アメリカ国道90号線のベイセントルイス橋も大きな損傷を受けた。橋脚の間の多くの桁が西側で水中に落ちた。これは新しいベイセントルイス橋で置き換えられ、その新橋はアメリカの交通賞を受賞した。この橋には歩道橋もあり、地元芸術家の作品を展示するアートウォークとなっている。
ベイセントルイスの地下にあったユーティリティ施設は、連邦政府の予算で全的なオーバーホールと取り換えになった。